# Leptogenys dalyi
Leptogenys dalyi é uma espécie de formiga do gênero Leptogenys, pertencente à subfamília Ponerinae.